# Operacja Silberfuchs
Operacja Silberfuchs (z niem. Srebrny lis) – wspólna operacja sił niemiecko-fińskich podczas II wojny światowej, z większym zaangażowaniem Niemców. Głównym celem operacji było zdobycie kluczowego portu w Murmańsku uderzeniem z Finlandii i Norwegii. Operacja nie udała się i Murmańsk dalej funkcjonował jako ważne miasto portowe.
Granica między siłami Finlandii i Niemiec została ustalona na południowy wschód od jeziora Oulujärvi, następnie od jeziora na wschód do granicy między ZSRR a Finlandią. Fińska 14 Dywizja kontrolowała południową część granicy, a północną część granicy kontrolowała Armia „Norwegen”. III Korpus Fiński został wysunięty na południe, XXXVI Górski Korpus Niemiecki stacjonował obok Korpusu Górskiego „Norwegen” wysuniętego na północ od Petsamo (region położony na północy półwyspu Skandynawskiego).

## Planowanie i przygotowania

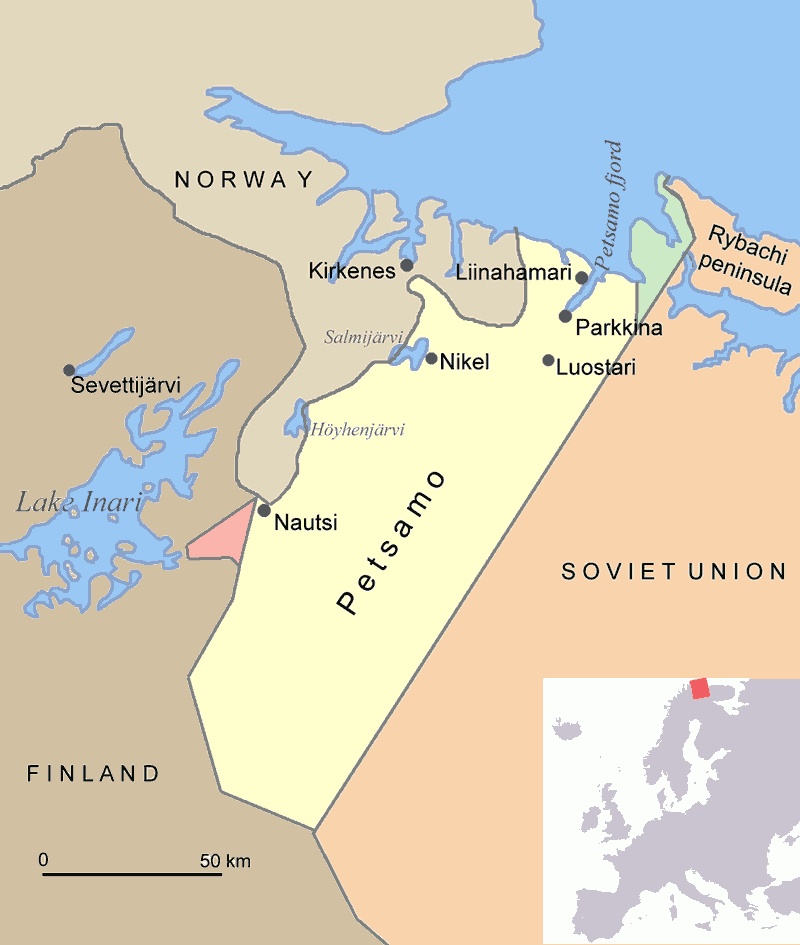
Rejon Petsamo

Po zajęciu Norwegii w czerwcu 1940, Niemcy planowali, w przypadku wybuchu kolejnej wojny pomiędzy ZSRR a Finlandią, opanować kopalnie niklu w Petsamo (Operacja Renntier). Od września 1940 roku Niemcy zaczęli wysyłać broń do Finlandii. W zamian za broń Niemcy mogli przenieść swoje siły zbrojne na północ Finlandii.
W styczniu 1941 roku niemiecki oficer Erich Buschenhagen został wysłany do Finlandii w celu przedyskutowania współpracy niemiecko-fińskiej przeciw ZSRR.
Pod koniec lutego, Buschenhagen został upoważniony do wynegocjowania wspólnego paktu przeciw ZSRR. Wykorzystując pakt o współpracy wojskowej, wykonano plany przeniesienia armii niemieckiej z Norwegii, na fińską granicę. Plany wykonano pod kryptonimem Blaufuchs I i Blaufuchs II (pl. Niebieski lis I i Niebieski lis II). Przenoszenie armii niemieckiej na granice fińskie rozpoczęto w czerwcu 1941 roku. 5 dywizji i różne inne jednostki (w tym 2 oddziały pancerne) zostały przeniesione na pozycje w północnej Finlandii, łącząc się z siłami fińskimi pod pozorem ćwiczeń.
Finowie i Niemcy uzgodnili, że okrążą Armię Czerwoną. Ofensywa została podzielona na trzy etapy. Pierwszy etap nosił nazwę operacja Renntier (pl. Renifer). Plan zakładał zdobycie Petsamo przez dwie dywizje strzelców górskich generała Eduarda Dietla z Korpusu Górskiego „Norwegen”, a następnie przegrupowanie korpusu górskiego koło Kirkenes i przygotowanie się do ataku na Murmańsk.
Drugi i trzeci etap miały się rozpocząć jednocześnie. Na północy atak opierał się na operacji Platinfuchs (pol. Platynowy lis). Siły na północy składały się z Armii „Norwegen” wspartej przez fiński batalion straży granicznej z Ivalo. Mieli oni przypuścić atak na wschód od Petsamo i uderzyć wzdłuż wybrzeża na Murmańsk.
Na południu atak opierał się na operacji Polarfuchs (pol. Lis polarny). Siły na południu składały się z XXXVI Korpusu Górskiego dowodzonego przez generała Hansa Feige. Korpus miał uderzyć na wschód od regionu Kuusamo wzdłuż linii Salla–Urinsalmo. Siły składały się z 2 dywizji niemieckich: 169 Dywizji Piechoty i 6 Dywizji Górskiej SS Nord, z fińskiej 6 Dywizji oraz z 2 specjalnych oddziałów pancernych. Naprzeciw stała radziecka 122 Dywizja Strzelecka. Operacja Polarfuchs miała na celu zdobycie miasta Kandałaksza, okrążenie od południa wojsk radzieckich Frontu Północnego (które zostały wysłane do obrony przed operacją Platinfuchs) oraz odcięcie Murmańska i półwyspu Kolskiego od reszty ZSRR.
Po operacjach niemieckich nastąpiła ofensywa fińska bardziej na południu, w okolicach Leningradu. Finowie najpierw uderzyli wokół jeziora Ładoga i na przesmyk Karelski, a później na wschodnią Karelię.

## Przebieg operacji Silberfuchs

### Kierunki natarć wojsk niemiecko-fińskich
Natarcie na Murmańsk wykonać miało sześć dywizji: 
- dwie należące do górskiego korpusu Dietla – pozycje wyjściowe pod Petsamo – miasto i port murmański.
- dwie dywizje z XXXVI Korpusu generała kawalerii Feigego (169 DP oraz 6 Dywizja Górska SS Nord) miały atakować 350 km na południe przez Salla na Kandałakszę.
- 150 km na południe od nich dwie dywizje III Korpusu fińskiego majora Siilasvuosa (6 i 3 DP) miały przez Kiestinki iść na Łouchi w kierunku linii kolejowej do Murmańska.

Do pomocy zostały oddelegowane dwie grupy z Reichsarbeitsdienstu – RAD K 363 i RAD K 376.

### Ogólne działania
Atak rozpoczął się 22 czerwca 1941 roku. Po przejściu kilkudziesięciu kilometrów okazało się, że widniejące na mapach niemieckich drogi w rzeczywistości nie istniały. Na rosyjskich mapach były oznaczone linie, które niemieccy kartografowie zinterpretowali jako drogi, a były to w rzeczywistości linie telegraficzne i kierunki przesuwania się w zimie lapońskich nomadów w tundrze. 
3 lipca 1941 roku 1. batalion 137 pułku osiągnął wioskę Lica Zachodnia. Znaleźli tam ciężarówki, a więc i szosę. Była to droga do Murmańska. 
Atak ugrzązł w dniu 17 lipca 1941 roku, Dietl przeszedł do obrony. Teren okazał się nie do przebycia, Niemcy dysponowali ponadto zbyt małymi siłami do osiągnięcia wyznaczonych celów. XXXVI Korpus ugrzązł w Ałakurtti, a III Korpus został zatrzymany 70 km od linii kolejowej. 
25 czerwca sowieckie lotnictwo zaatakowało 19 lotnisk w Finlandii i północnej Norwegii. W walkach powietrznych fińskie myśliwce zestrzeliły kilkanaście (według niektórych źródeł nawet 26) radzieckich samolotów, w tym głównie bombowce DB-3 i SB-2 oraz dwa myśliwce I-153. Były to pierwsze fińskie zwycięstwa powietrzne podczas tzw. wojny kontynuacyjnej. Tego samego dnia wieczorem Finlandia przystąpiła oficjalnie do wojny ze Związkiem Radzieckim.
8 września 1941 roku ofensywa została wznowiona. Korpus Dietla został wzmocniony przez 9 pułk piechoty SS Totenkopf i 388 pułk piechoty. Po licznych kontratakach wojska Dietla cofnęły się za rzekę Licę. 
Całe zaopatrzenie wojsk Wehrmachtu, które jesienią 1941 roku miały zająć Murmańsk, zależało od mostu nad rzeką Petsamojoki zbudowanego przez saperów niemieckich koło miejscowości Parkkina. Most miał długość około 90 m. Był także silnie broniony ogniem artylerii przeciwlotniczej. 28 września samolot radziecki zrzucił wzdłuż brzegu doliny rzeki, poniżej mostu, serię 250-kilogramowych bomb, w jednej linii, w małych odległościach. Wybuchy bomb wywołały na odcinku ok. 800 m gigantyczne osuwisko zbocza doliny, obejmujące ok. 3 miliony m³ gruntu, które zablokowało koryto Petsamojoki. Rzeka spiętrzyła się, zerwała most i zalała drogę dojazdową do przeprawy. Dwie wyborowe dywizje niemieckie zostały odcięte od zaplecza i pozbawione zaopatrzenia. Musiały przerwać natarcie. Miało to poważne konsekwencje dla dalszego przebiegu wojny.

### Przebieg poszczególnych operacji

#### Operacja Renntier

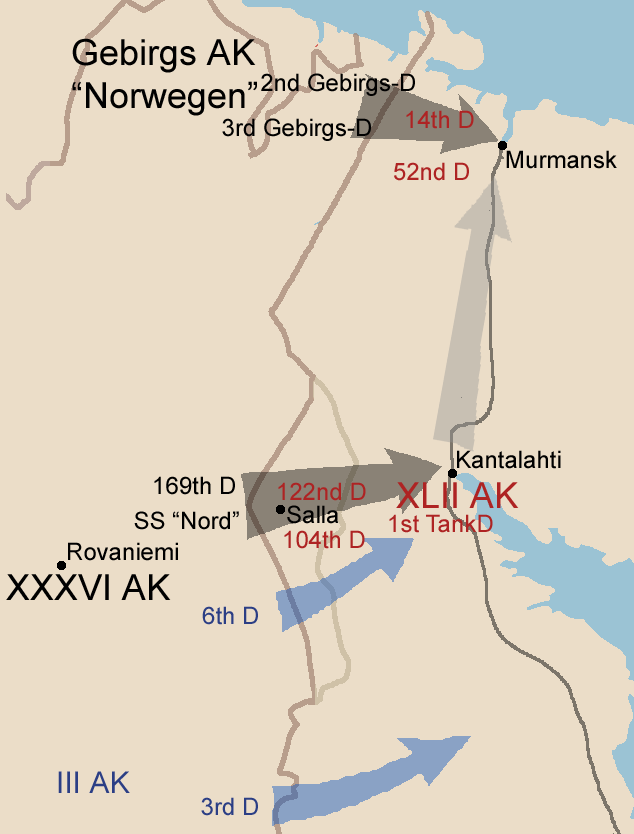
Pierwotny plan operacji Silberfuchs

Pierwsza faza, operacja Renntier, rozpoczęła się 22 czerwca 1941 zbiegając się z operacją Barbarossa. Dwie dywizje górskie Korpusu „Norwegen”, 2 i 3 Dywizja Górska, ruszyły na Kirkenes i rozpoczęły rozlokowywanie się w fińskiej strefie koło Petsamo. Operacja powiodła się, niemiecki korpus kompletnie zaskoczył Sowietów. Oddziały dowodzone przez Dietla przegrupowały się i rozpoczęły przygotowania do operacji "Platinfuchs". Na południu XXXVI Korpus dowodzony przez Feigego przygotowywał się do ataku. 25 czerwca 1941 Finlandia przystąpiła do wojny, dając znak do rozpoczęcia kolejnej fazy operacji Silberfuchs.

#### Operacja Platinfuchs
29 czerwca na północy, Dietl wydał rozkaz o rozpoczęciu operacji Platinfuchs. Po rozpoczęciu operacji oddziały Dietla napotkały na drodze 2 dywizje z radzieckiej 14 Armii, które stawiały silny opór. Gdy Niemcy powoli przebijali się przez pozycje radzieckie, Sowieci wzmocnili front dosyłając oddziały piechoty morskiej z Murmańska. Dzięki temu mieli przewagę liczebną nad Niemcami i umocnili pozycje. 22 września po wielu nieudanych próbach Dietl przyznał, że operacja Platinfuchs nie powiodła się. Po zaprzestaniu działań ofensywnych Niemców front się ustabilizował i obie strony okopały się. Front północny był względnie stabilny, sytuacja zmieniła się dopiero po ofensywie radzieckiej w 1944 roku.

#### Operacja Polarfuchs
Na południu, operacja Polarfuchs również rozpoczęła się 29 czerwca. 6 Dywizja Górska SS Nord została wysłana do wsi Märkäjärvi i Salla. Po ciężkich walkach, przez złe dowodzenie, Niemcy stracili 700 żołnierzy, ale przełamali radziecki opór. Po natarciu na Kandałakszę korpus Feigego zwolnił i wkrótce zatrzymał się żeby okopać się na pozycjach. Tak jak na północy wojska obu stron okopały się i na froncie dochodziło tylko do drobnych potyczek. 22 września Adolf Hitler wydał rozkaz o zaprzestaniu działań.

## Działania dywersyjne
Niemcy zdali sobie sprawę ze znaczenia murmańskiej magistrali kolejowej, którą docierały do centrum Związku Radzieckiego czołgi, samoloty i inne materiały wojenne wysyłane w ramach Lend-Lease Act. Kiedy ofensywa niemiecka nie doprowadziła do jej przecięcia, zdecydowano się na działania dywersyjne. 
Pierwsza próba podjęta przez Brandenburg w kwietniu 1942 roku zakończyła się fiaskiem. Z porażki tej wyciągnięto wnioski i kolejny oddział został odpowiednio wyposażony w sprzęt niezbędny do operowania w niezwykle trudnych warunkach terenowych i klimatycznych, jak również fińskich przewodników. 
8 sierpnia 1942 roku dywersanci dotarli do celu. Radzieckie środki bezpieczeństwa były słabe. Rozpracowawszy je, dywersanci przystąpili do akcji. Dopiero po wykolejeniu drugiego pociągu Sowieci zorientowali się, że doszło do dywersji. NKWD zareagował rozstrzeliwując przypadkowo spotkanych cywilów i patrol Armii Czerwonej, gdyż i ten wydawał się enkawudzistom podejrzany. Po wykonaniu zadania dywersanci bez większych problemów powrócili do swojej bazy w Rovaniemi. Cała operacja, choć zakończona sukcesem, tylko na kilka dni sparaliżowała tę ważną linię kolejową.

## Podsumowanie
Porażka operacji Silberfuchs miała duże znaczenie dla przebiegu wojny. Gdy armia radziecka wycofywała się, wojska Frontu Północnego Romana Panina zadały Niemcom 15% strat. Na przegraną Niemców wpłynęło wiele czynników: ukształtowanie terenu, które uzależniało Niemców od dróg, słaby wywiad na północy ZSRR, który doprowadził do wydawania nieodpowiednich rozkazów i zacięty opór Armii Czerwonej, który pokazał, że z Niemcami można wygrać.
Port w Murmańsku pozostał w rękach ZSRR. Za pośrednictwem portów w Murmańsku i w Archangielsku, Związek Radziecki otrzymał około 25% materiałów w ramach Lend-Lease Act. Dostawy broni ze Stanów Zjednoczonych przyczyniły się do szybkiego podniesienia się Sowietów z klęski poniesionej w 1941 roku.
Wojna na północy trwała do maja 1945 roku. We wrześniu 1944 Finowie poprosili ZSRR o zawieszenie broni. Po podpisaniu zawieszenia Związek Radziecki zmusił Finlandię, żeby zaatakowała wojska niemieckie znajdujące się na terenie Finlandii, rozpoczynając wojnę lapońską. W październiku 1944 roku Armia Czerwona przeprowadziła operację petsamsko-kirkeneską, zwyciężając nad wojskami niemieckimi w Arktyce.